# Mouscron
Mouscron (tiếng Hà Lan: Moeskroen) là một thành phố và đô thị ở tỉnh Hainaut. Đô thị Mouscron gồm các xã cũ Dottignies (Dottenijs), Luingne, và Herseaux (Herzeeuw).
Người địa phương nổi tiếng:
- Viscount Leonard Pierre Joseph du Bus de Gisignies, nhà chính trị (thế kỷ 19)
- Alphonse Joseph Glorieux, mục sư (thế kỷ 19)
- Yvonne Hubert, pianist and teacher (thế kỷ 19)
- Charles Schepens, ophthalmologist (thế kỷ 20)
- Raymond Devos (thế kỷ 20)
- Philippe Adams, lái xe Formula One (thế kỷ 20)
- Steed Malbranque, cầu thủ bóng đá (thế kỷ 20)
- Élise Crombez, siêu mẫu (thế kỷ 20)

Đô thị này kết nghĩa với:
- Pháp: Liévin
- Pháp: Fécamp
- Đức: Rheinfelden
- Anh Quốc: Barry